# Дивізіон кораблів

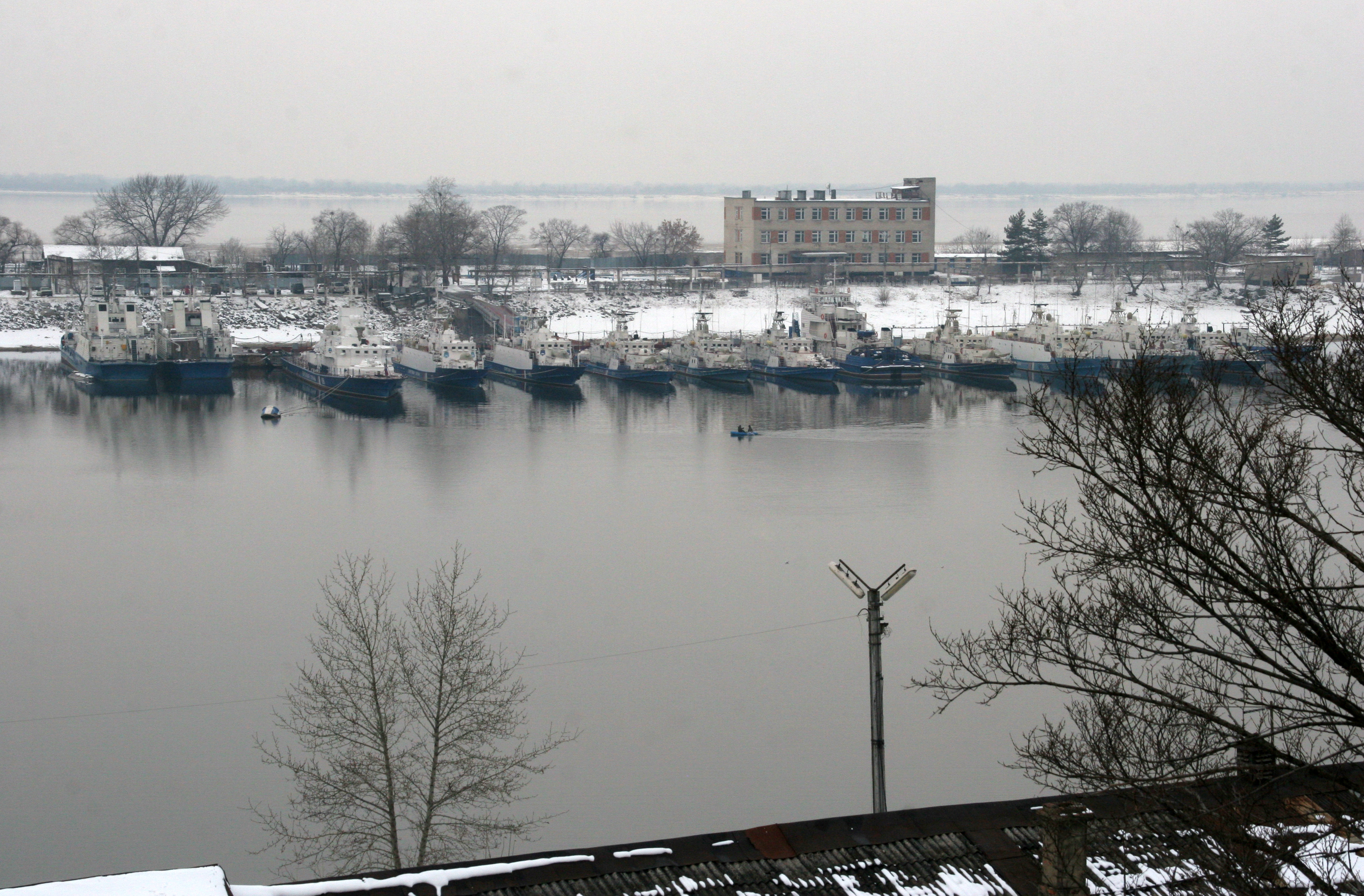
Дивізіон прикордонних кораблів, 2010 рік.

Дивізіо́н кораблів — постійне військове формування на флоті, початкове тактичне з'єднання однорідних кораблів 2-го, 3-го й 4-го рангів.
Назви дивізіону надаються виходячи з призначення кораблів, які входять до його складу:
- дивізіон ескадрених міноностців (есмінців)
- дивізіон сторожових кораблів (сторожовиків)
- дивізіон малих ракетних кораблів
- дивізіон базових тральщиків
- і так далі.

Дивізіони кораблів 4 рангу можуть підрозділятися на команди й загони.
Командування дивізіоном здійснюється через штатний орган управління.
Дивізіони можуть бути окремими або входити до складу бригад кораблів.
Кількість кораблів в дивізіонах може суттєво різнитися. Зазвичай, вона залежить від призначення дивізіону кораблів, тактики їх дій та озброєння. В дивізіони збираються, як кораблі, так і допоміжні судна: танкери, рятувальні й гідрографічні судна, плавучі казарми й таке інше.

## Дисциплінарні права командира
По відношенню до підпорядкованих йому військовослужбовців дисциплінарною владою користується:
- Командир дивізіону кораблів 4 рангу — командира батальйону, дивізіону, ескадрильї, окремої сотні (батареї)[1]
- Командир дивізіону кораблів 3 рангу — командира окремого батальйону (дивізіону, ескадрильї)[1]

## СРСР

27.05.1935 — 16.11.1950
16.11.1950 — 21.04.1964
21.04.1964 — 21.07.1992

## Росія
|                                                                   | 16. Брейд-вимпел командира дивізіону кораблів (суден) (малюнок 16) — являє собою військово-морський прапор зменшеного розміру з конічним полотнищем й косицями синього кольору. Мал. 16. Брейд-вимпел командира дивізіону кораблів (суден) Відношення довжини брейд-вимпеля до ширини прапора — 5:1. Довжина вирізу косиць рівна довжині прапора. Розчинення косиць рівне 1/2 ширини прапора. |
| — Указ Президента Російської Федерації від 21 липня 1992 г. № 798 | |

(21.07.1992 — 29.12.2000)
29.12.2000 —